# Stephen Nyodho Ador Majwok
Stephen Nyodho Ador Majwok (Andong, Sudão, 1 de janeiro de 1973) é um clérigo sul-sudanês e bispo católico romano de Malakal.
Stephen Nyodho Ador Majwok frequentou escolas em Andong e Thawrat Malakal de 1982 a 1989 e no Instituto St. De 1997 a 2000 estudou filosofia no Seminário Nacional St. Paul em Cartum e de 2000 a 2005 teologia católica. Majwok foi ordenado diácono em 14 de novembro de 2004 em Malakal e recebeu o sacramento da ordenação em 15 de maio de 2005 pelo Bispo de Malakal, Vincent Mojwok Nyiker.
Majwok trabalhou inicialmente como vigário paroquial e, a partir de 2008, como pároco da Catedral de Cristo Rei em Malakal. Durante este período foi também diretor do centro diocesano de pastoral. Em 2009 tornou-se também coordenador diocesano dos cursos pastorais e pároco diocesano de jovens, bem como membro do conselho consultivo da diocese de Malakal. Em 2013, Stephen Nyodho Ador Majwok foi enviado a Roma para estudos adicionais, onde obteve a licenciatura em teologia moral pela Pontifícia Universidade de Urbaniana em 2016 e o doutorado pela Pontifícia Universidade de São Tomás de Aquino em 2018. Desde 2019, Majwok é vigário geral da diocese de Malakal.
Em 23 de maio de 2019, o Papa Francisco nomeou-o Bispo de Malakal. O Arcebispo de Juba, Paulino Lukudu Loro MCCJ, ordenou-o bispo em 28 de julho do mesmo ano em frente à Catedral de Cristo Rei em Malakal; Os co-consagradores foram o Núncio Apostólico no Sudão do Sul e no Quénia, Dom Hubertus van Megen, e o Arcebispo de Cartum, Michael Didi Adgum Mangoria.